# Berja
Berja es una localidad y municipio español situado en la parte noroccidental de la comarca del Poniente Almeriense, en la provincia de Almería, comunidad autónoma de Andalucía. Limita con los municipios almerienses de Adra, Balanegra, Dalías, Fondón, Laujar de Andarax y Alcolea, y con el municipio granadino de Turón. Por su término discurren los ríos Chico y Adra, incluido el embalse de Benínar, que es el segundo más grande de la provincia. Tiene una población de 12 939 habitantes (INE 2024).

## Toponimia
Al nombre de Berja se le han buscado distintos orígenes. Por una parte, hay quien sostiene un origen indoeuropeo, en cuyo caso Bergula, como diminutivo de bhergh daría un significado de montaña; Claudio Ptolomeo fue una de estas personas. Por su parte, Plinio el Viejo la identificó como Virgilia o Vergilia, mientras que Pomponio Mela identificó a sus habitantes como virgitanos (Gentilicio que sigue aún hoy en uso). Finalmente, el evangelizador Tesifonte la llamó Virgi.
Una vez llegado el periodo musulmán, el topónimo evoluciona a Bardja.

## Geografía física

### Situación
Integrado en la comarca del Poniente Almeriense, se encuentra situado a 55 km de la capital provincial, a 125 km de Granada y a 273 km de Murcia. El término municipal está atravesado por la carretera A-347, que conecta la A-348 en Alcolea con la autovía A-7 en Adra.
Limita con los municipios almerienses de Adra, Balanegra, Dalías, Fondón, Laujar de Andarax y Alcolea, y con el municipio granadino de Turón.
| Noroeste: Alcolea | Norte: Alcolea y Laujar de Andarax | Nordeste: Fondón   |
| Oeste: Turón (GR) |                                    | Este: Dalías       |
| Suroeste: Adra    | Sur: Adra y Balanegra              | Sureste: Balanegra |

El municipio está situado a los pies de la sierra de Gádor, próximo a la costa mediterránea, de la que tenía salida hasta 2015, cuando se segregó el núcleo de Balanegra.
Destaca la presencia de numerosos manantiales, en torno a los cuales se articulan las distintas pedanías. Desde los poetas árabes, hasta viajeros románticos del siglo XIX como Richard Ford y Pedro Antonio de Alarcón, siempre se hace mención al agua en Berja.

### Riesgos naturales
El municipio de Berja cuenta con un PTEL que cumple con la Ley 5/2010 sobre autonomía local.

## Naturaleza

### Clima
El clima de Berja es un mediterráneo suavizado al estar rodeado de montañas. La temperatura media anual ronda entre los 18 °C y 20 °C. Los veranos aunque son calurosos están matizados debido a la proximidad al mar (10 km). Las precipitaciones son escasas y se producen principalmente en primavera y otoño. En invierno suele nevar en sierra de Gádor. Uno de los principales atractivos climáticos es la ausencia de viento.
Una de las temperaturas máximas históricas en Berja se dio cuando se alcanzaron los 50 °C a la sombra el 18 de julio de 1978.

## Historia
Berja tiene orígenes ibéricos y fenicios. Más tarde fue la Vergis en la época romana. De este período sobresalen las ruinas de Villa Vieja: restos de un anfiteatro y de un acueducto, y pavimentos de mosaicos de igual factura que los encontrados en las ciudades de Pompeya y Herculano.
San Tesifón, patrón del pueblo, llegó a la zona en el siglo I, dando origen a la época paleocristiana de Berja. De entonces se conservan monedas, cruces y un sarcófago encontrado en la pedanía de Alcaudique, que fue cedido al Museo Arqueológico Nacional, existiendo una reproducción en el Museo de Almería y otra en el Museo de la Semana Santa y Religiosidad Popular de Berja.
Tras un terremoto en el siglo V, se crearon distintos núcleos, uno de los cuales, el de Berja, prevaleció y vino a dar nombre definitivo a la villa.
Tras la invasión árabe de la península, el nombre cambió a Berchat, y se construyó una alcazaba, aprovechando el antiguo recinto amurallado de los romanos. De esta etapa, en la que perteneció al Reino de Granada, se conservan unos baños en una finca particular del núcleo de Benejí.
Reconquistada por los cristianos en 1489, fue cedida por los Reyes Católicos al rey Boabdil, que la vendió junto a otras tierras, al rey Fernando de Aragón antes de marcharse al norte de África.
La rebelión de los moriscos en 1568, costó a la ciudad gran cantidad de vidas. Una vez sofocada la sublevación, Berja quedó casi despoblada, salvo algunos destacamentos militares, siendo repoblada por el comisario Gaspar de Ávila.
En 1588 llegaría una fecha de gran importancia histórica y devocional para la localidad y la comarca. En otoño de aquel año llegaron a Berja, sin que se conozca su lugar de procedencia, dos ermitaños, Domingo de San Juan y Juan de Santa María, quienes fundaron en el despoblado paraje de Pixnela el santuario de la que pronto sería patrona de Berja, la Virgen de Gádor.
Durante los años siguientes, Berja perteneció en el terreno administrativo a la alcaldía mayor de Ugíjar, hasta que por Real Orden de 29 de octubre de 1753 fue ascendida a alcaldía mayor, formando parte del partido de Las Alpujarras, en Granada. El 25 de agosto de 1804 otro terremoto destruyó gran parte de la ciudad.
En 1833, el motrileño afrancesado Javier de Burgos dividió España en provincias y a la comarca de Las Alpujarras en dos zonas: una que quedó en la provincia de Granada, y otra que pasó a formar parte de la moderna provincia de Almería, disputándose la ciudad de Berja el privilegio de ser capital de la provincia recién creada, junto a Baza y la propia Almería.
Finalmente, en la segunda mitad del siglo XIX cambió la fisonomía de la ciudad, y al amparo de la revolución industrial comenzó la explotación intensiva de las minas de plomo de la sierra de Gádor, iniciándose una etapa de gran esplendor para Berja, que llegó a reunir en 1839 la cantidad de 20 000 mineros y 10 000 jornaleros.
En 1876 el rey Alfonso XII le otorgó el título de ciudad y años más tarde su hijo, el rey Alfonso XIII le concedió al municipio el título de ilustrísimo.
Tras el terremoto de 1804, Berja fue remodelada, destacando la apertura de la avenida Manuel Salmerón y de la plaza porticada del mercado. De esta época son algunos edificios destacados de la localidad, como el del ayuntamiento, la parroquia de la Anunciación, y la fuente ornamental de la plaza de la Constitución.
Los Cerrillos son un populoso barrio donde se sitúan las tres fuentes más copiosas del término: Oro, Almez y La Higuera. Está constituido por diversos diseminados, entre los que destacan Sotoman (antigua Sotramano musulmana), con la fuente de su nombre; Ylar, amplio valle que se adentra en la sierra de Gádor, y Pisnela, antiguo despoblado morisco de montaña con su propia fuente, en el que se erige el santuario de la Virgen de Gádor, patrona de Berja (imagen con culto desde 1589). La traza de dicha ermita es decimonónica, aunque conserva un camarín-torre del siglo XVIII.
También cabe destacar la visita de los reyes Juan Carlos I y Sofía en 1994, como reseña una placa colocada en la fachada del ayuntamiento.

## Geografía humana

### Organización territorial
Además de la cabecera municipal, Berja cuenta también con varias entidades de población según el nomenclátor publicado por el Instituto Nacional de Estadística: Alcaudique, Benejí, San Roque, Castala, Chirán, El Cid, La Peñarrodada, El Río Chico, El Río Grande, Benínar e Hirmes.

## Demografía
Berja cuenta con una población de 12 939 habitantes (INE 2024).
| Gráfica de evolución demográfica de Berja entre 1842 y 2021                                                           |
| |
| Población de derecho según los censos de población del INE. Población de hecho según los censos de población del INE. |

Según el Instituto Nacional de Estadística de España, en el año 2020 Berja contaba con 12 563 habitantes empadronados, que se distribuyen de la siguiente manera:
| Unidad poblacional | Hab.   |
| ------------------ | ------ |
| Berja              | 9734   |
| Benejí             | 1504   |
| Alcaudique         | 528    |
| San Roque          | 469    |
| La Peñarrodada     | 149    |
| El Río Chico       | 62     |
| Castala            | 52     |
| El Río Grande      | 24     |
| Hirmes             | 18     |
| El Cid             | 12     |
| Chirán             | 11     |
| TOTAL              | 12 563 |

#### Pedanías
Alcaudique

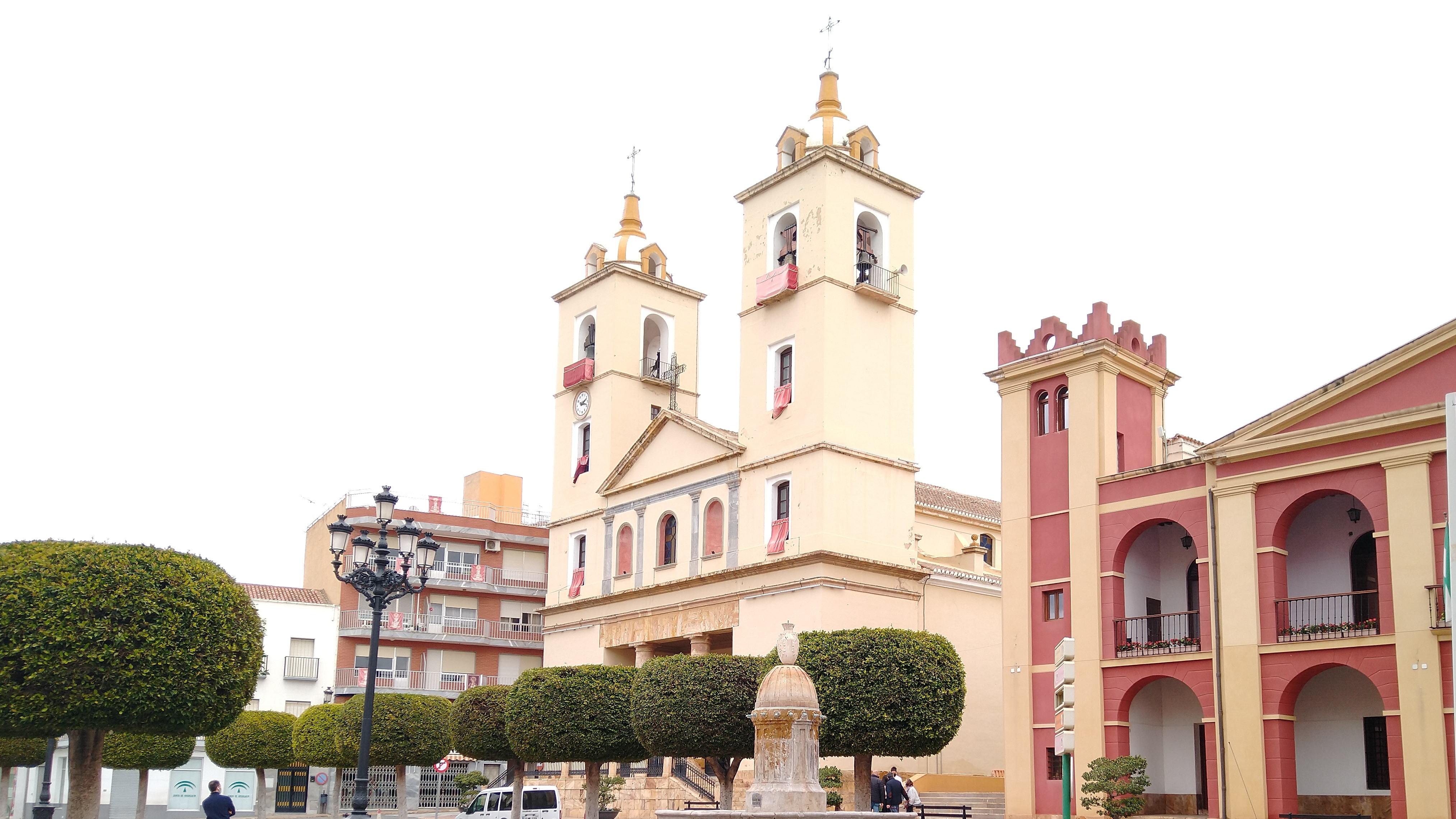
Plaza central de Berja, con la parroquia de la Anunciación y el edificio del ayuntamiento

Junto a la fuente del mismo nombre, tiene su origen en la Caput Aquae romana (cabeza de agua) y la al-Quibdique musulmana (aldea junto a la fuente). En 1575 se repobló con 35 vecinos, y en el siglo XVIII se constituyó como parroquia (advocación de San Isidro), siendo la traza de su iglesia de principios del siglo XIX.
Benejí
Surgido al amparo de la fuente de la Rayhana, es la antigua Beni Hassan musulmana y la Benixin cristiana. Está en la falda del cerro de Plomo, al pie del yacimiento arqueológico de Villa Vieja, que cuenta con un antiguo núcleo romano y la alcazaba musulmana del siglo IX. Su parroquia (advocación de San Juan Bautista) es una de las dos creadas en el municipio por los Reyes Católicos en 1492. Su iglesia es de los inicios del siglo XIX y en ella se venera el Santo Cristo de Cabrilla, interesante crucificado que trajeron los repobladores jiennenses en el siglo XVI. En este núcleo se encuentran unos baños hispano-musulmanes siglo XII al XIII).
Esta pedanía tiene un barrio denominado Rigualte, núcleo surgido en la otra cara del monte. Surge junto a la fuente de La Rana, conocida por sus aguas medicinales.
Castala

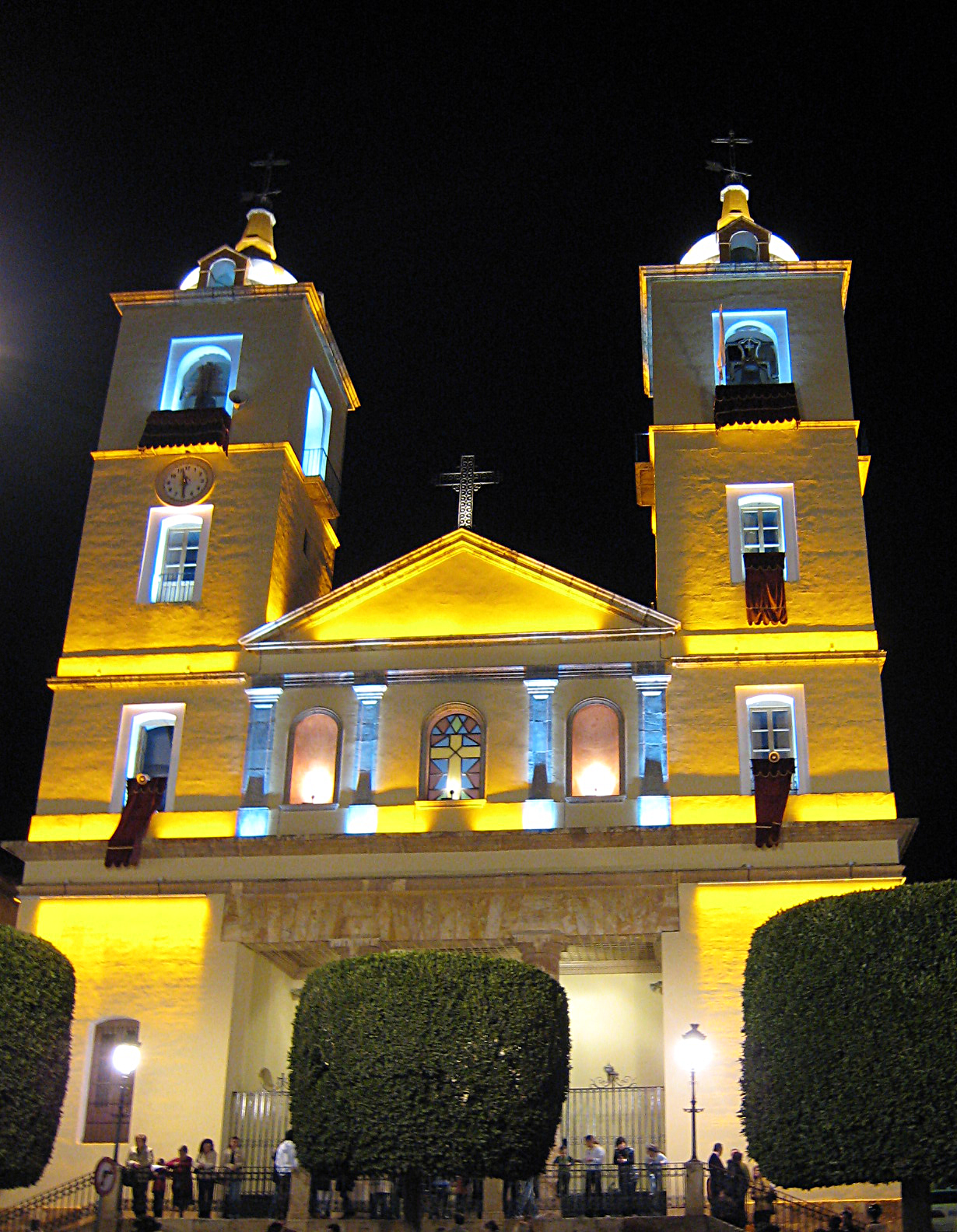
Iglesia de la Anunciación por la noche.

Localizada al norte del municipio, en plena sierra de Gádor, nació en torno a la fuente de su nombre y otra más menuda, El Santo. Esta pedanía es la Castela romana, lugar que algunos tratan de identificar con un núcleo mozárabe que subsistió durante todo el período musulmán. La tradición atribuye que fue aquí donde San Tesifón residió como obispo de la diócesis de Vergi. No se repobló en el siglo XVI aunque siguió siendo un área de diseminados hasta revitalizarse a finales del siglo XVIII gracias a la explotación de las minas de plomo. Cuenta con una iglesia del siglo XVIII (advocación de San Tesifón).
Chirán
Es una pedanía de diseminados distribuido en torno a tres enormes sectores: Chirán propiamente dicho (probablemente una villa romana, Serius); El Cid (del musulmán Cidi, ‘señor’) y el Belliscar. Toda esta área surgió en torno a las pequeñas fuentes de Chirán y el aguadero de El Cid.
Hirmes
Antigua pedanía de Benínar que surgió como núcleo a partir del siglo XVII. Su iglesia es del siglo XVIII y es el prototipo de templo alpujarreño de área de aldea.
La Peñarrodada
Es el único núcleo que no tiene fuente propiamente dicha, beneficiándose de los sobrantes del aguadero de El Cid. Su origen es dudoso. Algunos historiadores piensan que se trata de una transformación del término Peña Horadada, aunque se piensa que se trataría de la Ordia musulmana, despoblado morisco de la primera mitad del siglo XVII.
Río Chico
Es una pedanía dispersa por todo el cauce del río de su nombre. En ella concurren las antiguas alquerías musulmanas de Moales, Jebecín, Jenobrean y Alcolos, pequeños núcleos a lo largo del cauce. En el siglo XIX fue un área de diseminados populosos, de las que hoy subsisten dos: Los López y la Virgen del Carmen. Esta última cuenta con una iglesia del siglo XIX, dedicada a dicha imagen.
Río Grande
Otro núcleo de hábitat disperso. Se extienden por el cauce de este río (último tramo de las cabeceras de los ríos Alcolea, Faroles, Bayárcal y Paterna). Antiguamente lo componían tres lugares: Salobra, población morisca colgada en la sierra de la Contraviesa, que disponía de tres fuentes (Ayalfique, Anacata y Madroño) y que tras la repoblación, fue dividida entre los municipios de Berja y Adra. Desde el siglo XVI se organiza en una infinidad de diseminados que producían un vino que llegó a comercializarse a finales del siglo XIX con la marca Salobra. Majaroba, en un cerrillo alto, junto a un meandro del río, casi en la confluencia con el río Chico, es un despoblado que aún conserva parte de las obras hidráulicas que se trazaron para producir energía eléctrica, muy cerca de un histórico molino morisco denominado Nohayla. Y la única población que subsiste, que son las Fuentes de Marbella, lugar en el que manan de forma natural tres fuentes (Tres Piedras, Rinconcillo y Barranquillo), que dan vida al único curso fluvial permanente de la provincia de Almería, el río Grande Adra.
San Roque
Al sur de Berja, es una pedanía compuesta por dos núcleos: San Roque y Negite. San Roque giró en torno a la Fuente de la Salud, y contaba en el siglo XVII con una ermita dedicada a San Roque, razón de su nombre. Negite, la Aynexit morisca, tenía una pequeña fuente que pronto se secó, despoblándose el lugar, aunque el aprovechamiento de un antiguo acueducto romano (existente hasta bien entrados los años sesenta), proporcionó riego de otras fuentes.
Otros núcleos
Además de estas pedanías está Berja, núcleo principal del municipio. En su origen lo constituyeron tres alquerías musulmanas: Pago (actuales barrios de Pago, Cerrillo de Pago y Pozo de Pago); el Zoco (antiguo mercado musulmán con la mezquita de Alcadim, hoy plaza de la Constitución); Julbina, la antigua Sulbius romana (actual Carrera de Granada, calle Umbría y barrio de los Gutiérrez). Estos tres núcleos se repoblaron en el siglo XVI, y constituyeron la base de lo que hoy se conoce como Berja. Casi de inmediato se trazó el eje primordial urbano a través de la calle del Agua, bajo la cual se alzaron nuevas casas que abrieron el resto de las calles.

### Economía

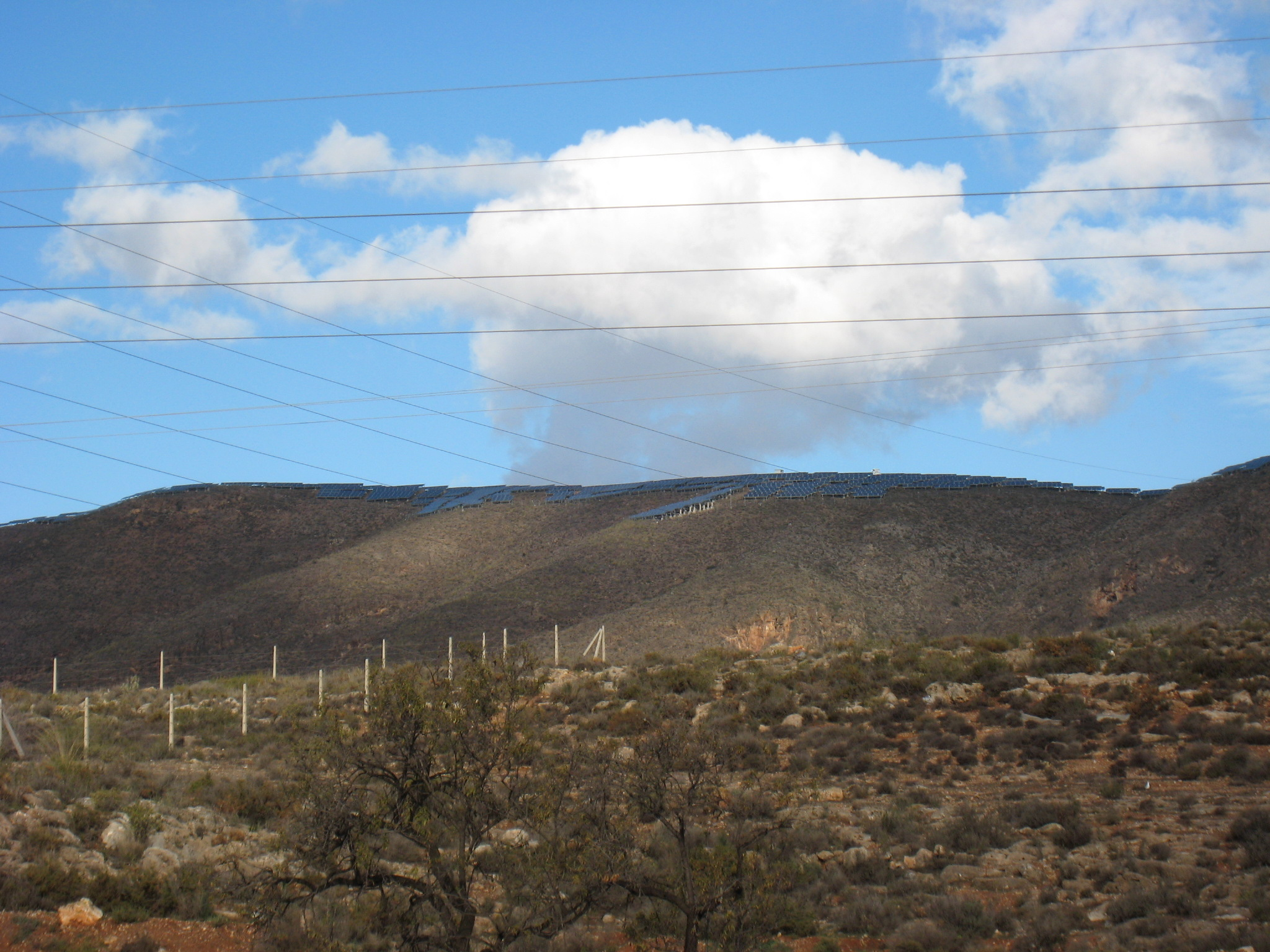
Placas Solares en el cerro Montivel

Las famosas minas de plomo de Berja, cuya producción influyó en el precio de este metal, hoy están cerradas, si bien han dejado como herencia un verdadero patrimonio de arqueología industrial.
Desde el siglo XVI se organiza en una infinidad de diseminados que producían un vino costa que llegó a comercializarse a finales del siglo XIX con la marca Salobra.
El término municipal de Berja cuenta con una planta de producción de energía solar de propiedad privada con una capacidad de 1,9 MW, inaugurada el 12 de diciembre de 2007. Se encuentra ubicada en la cima del pico Montivel, que domina el núcleo principal de población, aunque en las laderas que no se ven desde este.

#### Evolución de la deuda viva municipal
| Gráfica de evolución de deuda viva del Ayuntamiento de Berja entre 2008 y 2019                                |
| |
| Deuda viva del Ayuntamiento de Berja en miles de euros según datos del Ministerio de Hacienda y Ad. Públicas. |

## Símbolos
Berja cuenta con un escudo y bandera adoptados de manera oficial el 22 de septiembre de 2004 y el 20 de enero de 2000 respectivamente.

### Escudo
Su descripción heráldica es la siguiente:

Escudo cuartelado. Primero, de gules (rojo), un castillo de oro (amarillo) aclarado de gules. Segundo, de plata (blanco), un león rampante de gules. Tercero, de plata, rama de olivo con trece hojas de sinople (verde). Cuarto, de gules, barra de plomo en su color. Al timbre, yelmo de azur (azul) ornado con plumas de lo mismo. Alrededor del escudo, cinta de oro con la inscripción "Muy noble ciudad de Berja" en letras de sable.

### Bandera
La enseña del municipio tiene la siguiente descripción:

Dividida diagonalmente por una franja blanca de una anchura de 1/4 de la anchura del paño, que va del ángulo superior izquierdo al inferior derecho. El triángulo que queda a la derecha, de color verde, y el de la izquierda de color morado.

## Política
Los resultados en Berja de las últimas elecciones municipales, celebradas en mayo de 2023, son:
| Elecciones Municipales - Berja (2019) | Elecciones Municipales - Berja (2019)    | Elecciones Municipales - Berja (2019) | Elecciones Municipales - Berja (2019) | Elecciones Municipales - Berja (2019) |
| Partido político                      | Partido político                         | Votos                                 | %Válidos                              | Concejales                            |
| ------------------------------------- | ---------------------------------------- | ------------------------------------- | ------------------------------------- | ------------------------------------- |
|                                       | Partido Popular (PP)                     | 3.905                                 | 68,09%                                | 12                                    |
|                                       | Partido Socialista Obrero Español (PSOE) | 1.333                                 | 23,24%                                | 4                                     |
|                                       | Vox (VOX)                                | 421                                   | 7,34%                                 | 1                                     |

### Alcaldes
| Legislatura | Nombre                     | Grupo |
| ----------- | -------------------------- | ----- |
| 1979-1983   | Federico Moreno Ferrón     | UCD   |
| 1983-1987   | Manuel Ceba Pleguezuelos   | PSOE  |
| 1987-1991   | Manuel Ceba Pleguezuelos   | PSOE  |
| 1991-1995   | Manuel Ceba Pleguezuelos   | PSOE  |
| 1995-1999   | Manuel Ceba Pleguezuelos   | PSOE  |
| 1999-2003   | Manuel Ceba Pleguezuelos   | PSOE  |
| 2003-2007   | Serafín Robles Peramo      | PSOE  |
| 2007-2011   | Antonio Torres López       | PP    |
| 2011-2015   | Antonio Torres López       | PP    |
| 2015-2019   | Antonio Torres López       | PP    |
| 2019-2023   | José Carlos Lupión Carreño | PP    |
| 2023-2027   | José Carlos Lupión Carreño | PP    |

## Servicios públicos

### Educación
El equipamiento educativo de Berja está compuesto por dos Institutos: IES Sierra de Gádor e IES Villavieja, tres colegios de primaria públicos CEIP San Tesifón, CEIP Andrés Manjón y CEIP Celia Viñas y un colegio privado, CDP Nuestra Señora de Gádor. El municipio cuenta con dos escuelas infantiles, un colegio rural y un centro de formación permanente. 
| Centros de Enseñanza en Berja (Fuente: Consejería de Educación - Red de Centros Docentes) | Centros de Enseñanza en Berja (Fuente: Consejería de Educación - Red de Centros Docentes) | Centros de Enseñanza en Berja (Fuente: Consejería de Educación - Red de Centros Docentes) | Centros de Enseñanza en Berja (Fuente: Consejería de Educación - Red de Centros Docentes) | Centros de Enseñanza en Berja (Fuente: Consejería de Educación - Red de Centros Docentes) | Centros de Enseñanza en Berja (Fuente: Consejería de Educación - Red de Centros Docentes) | Centros de Enseñanza en Berja (Fuente: Consejería de Educación - Red de Centros Docentes) |
| Código | Denominación                                                                              | Nombre                                                                                    | Dependencia                                                                               | Domicilio                                                                                 | Enseñanzas                                                                                | Servicios                                                                                 |
| --- | ----------------------------------------------------------------------------------------- | ----------------------------------------------------------------------------------------- | ----------------------------------------------------------------------------------------- | ----------------------------------------------------------------------------------------- | ----------------------------------------------------------------------------------------- | ----------------------------------------------------------------------------------------- |
| 04001825 | Instituto de Enseñanza Secundaria                                                         | IES Sierra de Gádor                                                                       | Público                                                                                   | C/ Ramón y Cajal, n.º 12                                                                  | ESO BAC CFGM EE PCPI ESPA                                                                 |                                                                                           |
| 04008315 | Instituto de Enseñanza Secundaria                                                         | IES Villavieja                                                                            | Público                                                                                   | Avda. del Estudiante sn                                                                   | ESO                                                                                       |                                                                                           |
| 04004723 | Colegio de Educación Infantil y Primaria                                                  | CEIP Celia Viñas                                                                          | Público                                                                                   | Carretera Benejí n.º 5                                                                    | INF PRI EE                                                                                | AEX AM COM                                                                                |
| 04001795 | Colegio de Educación Infantil y Primaria                                                  | CEIP San Tesifón                                                                          | Público                                                                                   | C/ Carretera de Turón sn                                                                  | INF PRI EE                                                                                | AEX AM COM                                                                                |
| 04001783 | Colegio de Educación Infantil y Primaria                                                  | CEIP Andrés Manjón                                                                        | Público                                                                                   | C/ Paseo de Cervantes nº11                                                                | INF PRI                                                                                   | AEX AM COM                                                                                |
| 04005272 | Centro Docente Privado                                                                    | CDP Nuestra Señora de Gádor                                                               | Privado-concertado                                                                        | C/ Santuario Nuestra Señora de Gádor sn                                                   | INF PRI ESO BAC EE                                                                        |                                                                                           |
| 04008731 | Escuela Infantil                                                                          | EI. Arco Iris                                                                             | Público                                                                                   | C/ Manuel Salmerón sn                                                                     | INF                                                                                       |                                                                                           |
| 04004541 | Escuela Infantil                                                                          | EI Barajas                                                                                | Público                                                                                   | C/ Mohaja n.º 1                                                                           | INF                                                                                       |                                                                                           |
| 04602080 | Colegio Público Rural                                                                     | CPR Alboraida                                                                             | Público                                                                                   | C/ Escuelas sn (San Roque) Apdo Correos 61                                                | INF PRI                                                                                   |                                                                                           |
| 04501081 | Sección Educación Permanente                                                              | SEP ENGARPE                                                                               | Público                                                                                   | Apdo Correos 41                                                                           | ADU                                                                                       |                                                                                           |
| 04010140 | Equipo de Orientación Educativa                                                           | EOE Berja                                                                                 | Público                                                                                   | C/ Parque Rodríguez de la Fuente (s/n)                                                    | EOE                                                                                       |                                                                                           |
| INF=Educación Infantil PRI=Educación Primaria EE=Educación Especial SEC=Educación Secundaria BAC=Bachillerato CFGM=Formación Profesional AEX=Actividades extraescolares AM=Aula matinal COM=Comedor |                                                                                           |                                                                                           |                                                                                           |                                                                                           |                                                                                           |                                                                                           |

### Sanidad
El municipio cuenta con un centro de salud, dependiente del Hospital de Poniente-El Ejido, y que da servicio de lunes a viernes.

## Cultura

### Patrimonio cultural inmaterial
Berja siempre ha celebrado una gran cantidad de fiestas con mucha tradición y arraigo, aunque algunas de ellas han caído en el olvido. Las principales son:
El carnaval de la localidad se celebra el fin de semana anterior al miércoles de ceniza. Empieza con el desfile de los distintos colegios educativos del pueblo cada uno con una temática distinta. Destaca el sábado de carnaval en el que se celebra el concurso de disfraces. Finaliza con el popular entierro de la sardina.
Otras de las fiestas destacadas de la localidad son la subida y bajada que se celebra tanto en el mes de marzo o abril y septiembre. La bajada y subida que se celebra en la segunda y cuarta semana de cuaresma siempre cuando caiga la cuaresma el motivo del traslado que se celebra esta procesión se remonta en el año 1651 como un acto de voto que le hace la ciudad de Berja como rogativa contra las sequías. Las bajadas y subidas que se celebran en el último domingo de agosto hasta el segundo de septiembre. Están documentadas desde el año 1604 con motivo de la aparición de la virgen y también de la Natividad de la Virgen María.
A finales de marzo se celebra los Humarrachos, fiestas dedicadas al patrono de Berja. Esta tradición consiste en que los vecinos de las distintas pedanías de la localidad se unen en torno a las fogatas realizadas previamente con todo tipo de objetos para quemarlas por la noche. Una vez encendidas las fogatas, el pueblo de Berja se reúne ante ella acompañada de la música de la tuna, de habas, tocino y vino.
Otras de las fiestas más características de Berja es San Marcos y San Antón que se celebra en el mes de abril entorno el día 25 de abril donde es característico hacer la estación de San Marcos, es decir, dar unas vueltas por las calles de la estación y el día de antes de la procesión de madrugada, como es costumbre, los distintos ganaderos del pueblo saquen sus ovejas y cabras para hacer su peculiar estación, además como es tradición se reparte las roscas de San Marcos.
En Alcaudique se celebra en torno a la primera quincena de mayo la festividad de San Isidro Labrador y Santa Rita.
A primeros de mayo también se celebra las cruces de mayo, una festividad cristiana que ha ido creciendo en los últimos tiempos y que se ha ido manteniendo gracias a la labor de las distintas hermandades. Las cruces son decoradas con flores y demás ornamentos. Además en los últimos años se está llevando a cabo procesiones infantiles llevada a cabo por la Hermandad de la Buena Muerte que saca una pequeña cruz acompañada por una banda.
A finales de mayo o principio de junio se celebra en Castala las fiestas dedicadas en honor al patrón San Tesifón.
En el mes de junio también son populares las fiestas celebradas en Rigualte y Alcaudique dedicadas a la imagen de San Juan.
El 16 de julio tiene lugar la fiesta en Río Chico en honor a la Virgen del Carmen.
En la última semana del mes de julio en Hirmes se celebran las fiestas del Sagrado Corazón de Jesús y la Virgen de los Dolores.
En agosto se celebra una de las fiestas más populares del municipio: la feria de Berja. Durante su desarrollo, en el primer fin de semana del mes, tienen lugar conciertos y la plaza de toros acoge las primeras figuras de la temporada.
Como cada mes de agosto tras finalizar la feria se celebra en la pedanía de San Roque las fiestas de su patrón. 
A mediados de agosto tienen lugar las fiestas de Benejí sacando la imagen de Santo Cristo de Cabrilla. También cabe resaltar que antiguamente se celebraba una pequeña representación de moros y cristianos divida en dos actos, que hoy en día ya no se representa.
A primeros de septiembre se celebra la bajada, procesión de alabanza y subida de la patrona de Berja la Virgen de Gádor, destacando su procesión el día 8 de septiembre.
A finales del mes del septiembre se celebra en el barrio de Los Cerrillos la festividad de San Miguel, donde se realiza una verbena y una pequeña procesión en su día por las calles del barrio.
En la primera semana de octubre en La Peñarrodada se celebra las fiestas de San Francisco de Asís.
En el mes de diciembre, nuevamente en el barrio de Los Cerrilllos, se celebra la festividad de Santa Bárbara, patrona de los mineros y de la artillería.
Otras fiestas desaparecidas, pero que han tenido un gran arraigo popular y de gran importancia cultural, son la Parva, en la que se recreaba como era la vida en el campo en tiempos pasados. A mediados de septiembre se celebraba en Los Cerillos la festividad de las Mercedes.

#### Semana Santa
La Semana Santa de Berja conmemora la Pasión, Muerte y Resurrección de Cristo. Entre el Domingo de Ramos y el Domingo de Resurrección, exceptuando el Lunes Santo y Sábado Santo, las hermandades virgitanas posesionan hacia la iglesia de la Anunciación de la localidad pasando por un recorrido oficial. Además la Semana Santa de Berja cuenta con un museo propio donde se puede ver todos los enseres, historia del fervor y religiosidad del pueblo.
La Semana Santa de Berja es una de las más populares y conocidas a nivel provincial, junto con la de la capital y de Huércal-Overa. Es unas de las semanas santas más completas y con el mayor número de pasos, con un total de dieciséis pasos que posesionan durante los distintos días que transcurre la dicha festividad.
Domingo de Ramos
El Domingo de Ramos es el día grande la Semana Santa, en el que recorren por sus calles las dos hermandades de ese día.
La primera de ellas es la Cofradía de la Entrada de Ntro. Padre Jesús en Jerusalén, María Santísima del Amor y la Esperanza y Niño Jesús de Praga, fundada en 1991. El lugar de salida es la parroquia de San Isidro de Alcaudique. La túnica de los nazarenos es blanca con capillo rojo para ambos.
Por la tarde procesiona la Cofradía del Santísimo Cristo de la Misericordia y María Santísima de la Victoria, fundada en 2009. Sale del Oratorio del Santísimo Cristo de la Misericordia, ubicada en el barrio de Los Cerrillos. La túnica es roja con capillo del mismo color y capa negra para ambos.
Martes Santo
La Cofradía Sacramental de Nuestro Padre Jesús Cautivo de Medinaceli y María Santísima de las Mercedes, fundada en 1993. Tiene su sede en la parroquia de San Roque, en el barrio del mismo nombre, aunque sale de la Iglesia Parroquial de la Anunciación, debido a la larga distancia entre este barrio y el centro, así como la imposibilidad de salir del templo. La túnica de los nazarenos es morada con capillo y cordón dorado, guantes blancos y zapatos negros. Es la única cofradía penitencial que es sacramental. Las dos imágenes son del escultor Ángel Rengel López, del año 1996.
Miércoles Santo
La Real e Ilustre Cofradía de penitencia del Santísimo Cristo de la Buena Muerte y Nuestra Señora de la Amargura, fundada en 1991. Sale de la parroquia de la Anunciación. La túnica de los nazarenos es marfil con capillo negro y faja de cuerda para ambos.
Es la única cofradía en la que el hermano mayor honorífico es el rey Felipe VI.
Jueves Santo
La Cofradía Sacramental de Nuestro Padre Jesús de la Caridad caído con la Verónica, fundada en 1989. Sale de la iglesia de la Anunciación. La túnica de los nazarenos es verde con capillo marfil y cíngulo del mismo color y guantes marfil. Es la única cofradía de mujeres del pueblo.
La Cofradía del Silencio, Santo Cristo de Cabrilla, con origen en el siglo XVIII, aunque la actual hermandad data del año 1992. Sale de la parroquia de San Juan Bautista de Benejí. La túnica es roja, capa negra con capillo del mismo color y guantes y zapatos negros.
Cofradía de Nuestro Padre Jesús Nazareno y Nuestra Señora de los Dolores. Tiene su sede en la Iglesia de la Anunciación. Esta cofradía se refundó en 1956, aunque el culto al Nazareno en Berja existía ya en el siglo XVIII. Quizás el momento más destacable del desfile procesional es el encuentro de Jesús Nazareno con su madre, Nuestra Señora de los Dolores y la Verónica.
Viernes Santo
En la mañana del Viernes Santo procesiona la Cofradía del Santísimo Cristo de la Expiración, fundada en 1958. Sale de la parroquia de la Anunciación. Como dato a resaltar es la única cofradía de Berja que no lleva nazarenos. En cada parada se le reza el rosario y una estación del vía crucis.
La Hermandad del Santo Sepulcro, Nuestra Señora de la Soledad y San Juan de la Palma, fundada en 1947. También sale de la parroquia de la Anunciación. La túnica de los nazarenos es negra con capillo negro. Algunos nazarenos llevan cadenas en los pies en estación de penitencia y otros utilizan la matraca.
Domingo de Resurrección
La Cofradía de San Isidro Labrador de Alcaudique, fundada en la década de los 60, es la que procesiona la talla de Jesús Resucitado desde Alcaudique hasta el centro de Berja. Se realiza un encuentro con la Virgen María y se lanzan cohetes en señal de gloria de la Resurrección de Cristo.

## Deporte

### Eventos deportivos
En Berja se celebra anualmente la Subida Ciudad de Berja, una prueba automovilística.

## Hermanamiento
- San Carlos (Venezuela)